# Maison de Cossé-Brissac
Pour les articles homonymes, voir Cossé et Brissac.

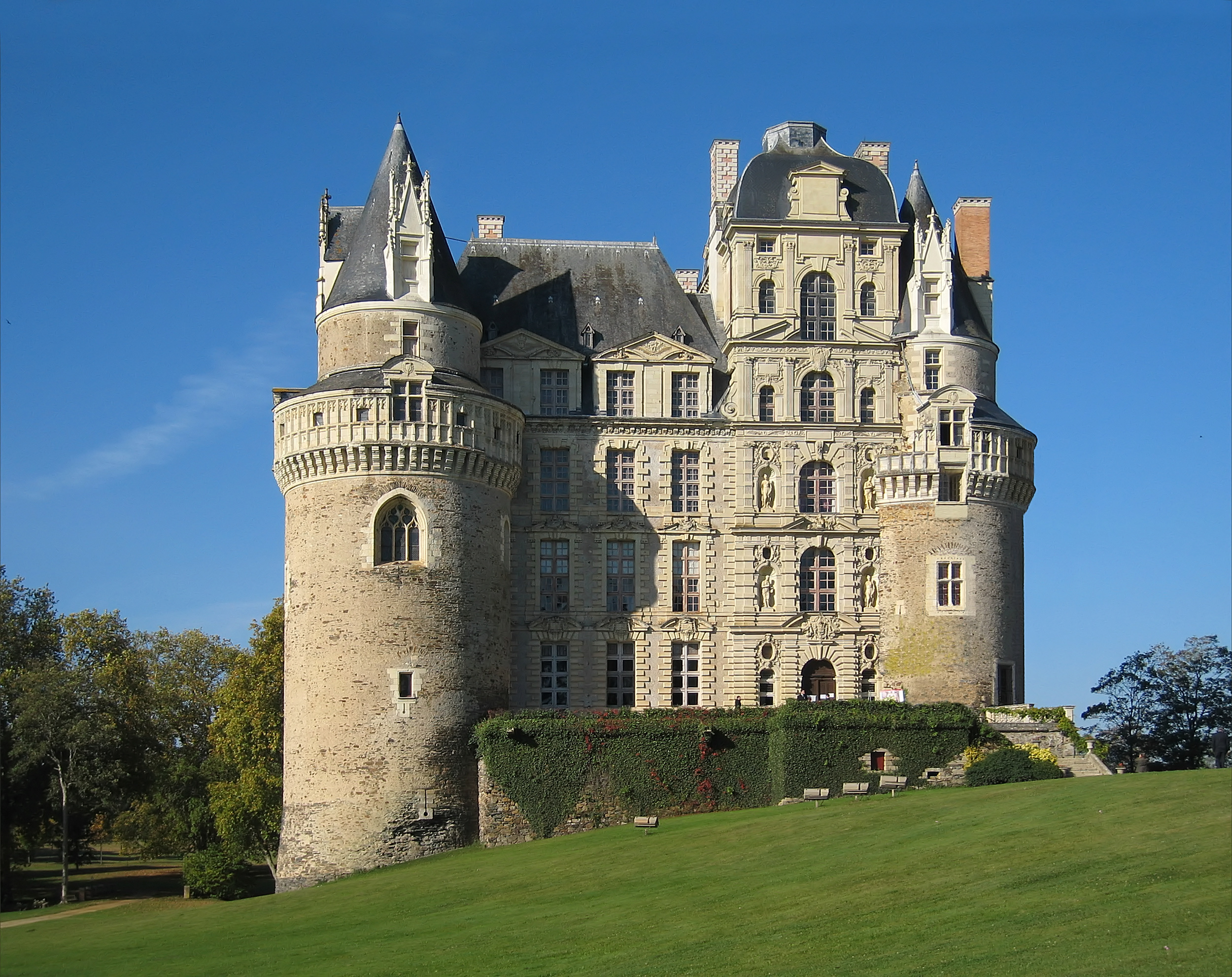
Le château de Brissac.

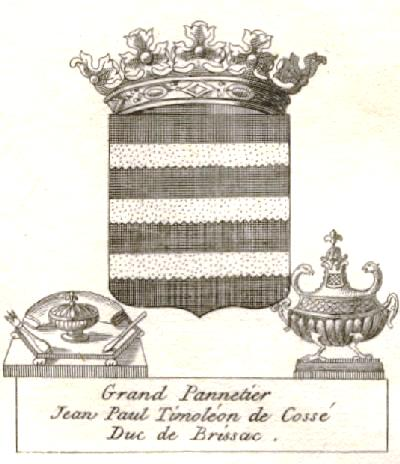
Armes de Jean Paul Timoléon de Cossé, duc de Brissac, grand panetier de France.

La maison de Cossé-Brissac (la maison de Cossé possédant le titre de duc de Brissac) est une famille subsistante de la noblesse française.
Elle compte quatre maréchaux de France, des généraux, pairs de France, six chevaliers du Saint-Esprit, deux gouverneurs de Paris, des grands panetiers de France, des grands fauconniers de France, trois évêques, ainsi qu'un sénateur sous la cinquième République française.

## Histoire
Selon Gustave Chaix d'Est-Ange, la maison de Cossé-Brissac tire son nom du bourg de Cossé-en-Champagne près de Laval en Mayenne dont elle possédait la seigneurie dans les dernières années du XIVe siècle. Il écrit également qu'aux XIe et XIIe siècles le château de Cossé avait déjà des seigneurs de son nom (Fiacre de Cossé était homme de logement du roi Philippe Auguste en 1180) mais qu'il n'est pas prouvé que ces seigneurs aient été les ascendants de la maison de Cossé-Brissac.
Le spécialiste du milieu Régis Valette retient pour preuves de noblesse l'année 1492.
Les Cossé-Brissac sont natifs de la Mayenne. Ils y possédèrent des seigneuries comme Cossé-en-Champagne, Mée (ou Ménil), ou encore le château de Craon qu'ils vendent pour que l'une de leurs filles puisse fonder un couvent vers 1825.
Au XVe siècle, ils descendent en Anjou, servent la reine Jeanne de Laval (1433-1498)[réf. nécessaire]. En 1502, ils acquièrent de la famille de Brézé la seigneurie de Brissac, avec le château où ils sont depuis fixés.
Par mariage, ils acquièrent plusieurs seigneuries bretonnes comme Assigné, Coetmen (baronnie), Châteaugiron et Malestroit (par le mariage en 1579 de Judith d'Acigné avec Charles II de Cossé), La Guerche et Pouancé par acquisition de Timoléon de Cossé en 1562 ou encore le château de Pontcallec au XIXe siècle.
Elle a reçu le titre de duc (et pair) de Brissac en 1611. Certains de ses membres ont aussi porté le titre de duc de Cossé (parfois en titre d'attente de celui de duc de Brissac) ainsi que le titre espagnol de prince de Robech, reçu en 1860 par un mariage célébré en 1817, puis passé chez les Lévis-Mirepoix en 1925 à la suite d'un mariage de 1906.
La maison de Cossé-Brissac a été admise à l'Association des anciens honneurs héréditaires.

## Généalogie simplifiée
- Thibaud de Cossé († 1426), x Félice de Charno
  - René de Cossé de Brissac (vers 1460-1540), le Gros Brissac, gouverneur/lieutenant général en Anjou, Touraine et Maine, grand panetier et grand fauconnier de France, acquéreur de Brissac en 1502, fidèle des rois Valois, notamment du jeune Henri II dont il fut le gouverneur et qu'il accompagna dans sa captivité de Madrid ; x Charlotte, fille de Guillaume Ier Gouffier et Philippe de Montmorency
    - Charles Ier de Cossé, 1er comte de Brissac (1561), le maréchal de Brissac ou le beau Brissac (1505-1563), maréchal de France, x Charlotte d'Esquetot d'Estelan
      - Timoléon de Cossé, comte de Brissac (1545-1569), grand panetier et grand fauconnier de France, baron de La Guerche et Pouancé en 1562
      - Charles II de Cossé (1550-1621), maréchal, 1er duc de Brissac, x 1579 Judith, dame d'Acigné, Coetmen, Châteaugiron, Malestroit, Mont(e)jean, Sillé-le-Guillaume
        - François de Cossé de Brissac (1585-1651), 2e duc de Brissac, x 2° 1621 Guyonne Ruellan (son premier mariage en 1618 avec Jeanne de Schomberg a été annulé) [autre frère : Charles III de Cossé, marquis d'Acigné en 1609, + s.p.]
          - Marie de Cossé-Brissac (~1621- 14 mai 1710, Paris), deuxième épouse (le 20 mai 1637, à Paris) de Charles de La Porte (1602 - 8 février 1664, Paris), 1er duc de la Meilleraye, pair et maréchal de France, etc., fils de Charles de la Porte, et de Claude de Chamlais, veuf de Marie-Renée d'Effiat, fille de Charles d'Effiat et de Claude de Chamlais[5] ; Marie lègue sa baronnie de Montreuil-Bellay à son petit-neveu, le 6e duc de Brissac
          - Anne-Ursule de Cossé-Brissac († 20 octobre 1687), épouse 1° François Sabatier, veuf de Diane de Chasteigner de La Roche-Posay ; 2° Charles de La Porte, marquis de Vézins ; 3° Henri-Marc-Antoine Le Petit de Verno, seigneur de Chaussenaye-en-Poitou[5]
          - Louis de Cossé de Brissac (1625-1661), 3e duc de Brissac, marquis de Thouarcé et d'Acigné, x 1644 Marguerite-Françoise de Gondi, duchesse de Beaupréau, dame de Chemillé et de Tiffauges (sa sœur Catherine de Gondi est duchesse de Retz et dame de Machecoul, d'où la succession au duc Louis-Nicolas de Villeroy en 1716)
            - Henri-Albert de Cossé de Brissac (1645-1698), 4e duc de Brissac, sans postérité de ses deux x avec Gabrielle-Louise de Rouvroy (en 1663) puis Élisabeth de Verthamon (en 1684)
            - Marie-Marguerite, dame de Beaupréau (1648-1708), x 1662 François de Neufville de Villeroy

          - Timoléon de Cossé de Brissac (~1626- vers 1677), x Élisabeth (Le) Charron d'Ormeilles
            - Artus-Antonin-Timoléon-Louis de Cossé de Brissac (1668-1709), 5e duc de Brissac, x 1692 Marie-Louise de Béchameil de Nointel
              - Charles-Timoléon-Louis de Cossé de Brissac (1693-1732), 6e duc de Brissac, x 1720 Catherine Pécoil de La Villedieu
                - Catherine-Françoise-Charlotte (1724-guillotinée le 4 thermidor an II (22 juillet 1794), x 1737 Louis de Noailles
                - Anne-Françoise-Judith, x 1733 Armand-Louis de Béthune-Chârost (1711-1735)

              - Jean Paul Timoléon de Cossé-Brissac (1698-1780), 7e duc de Brissac, x 1732 Marie-Josèphe Durey de Sauroy
                - Louis-Joseph-Timoléon de Cossé de Brissac (1733-1759), x 1756 Marie-Gabrielle Molé
                - Louis Hercule Timoléon de Cossé-Brissac (1734-† massacré en septembre 1792), 8e duc de Brissac, x 1760 Adélaïde-Diane-Hortense Mancini-Mazarin
                  - Adélaïde-Pauline-Rosalie de Cossé de Brissac (1765-1820), mère du duc Casimir de Mortemart

                - Pierre-Emmanuel-Joseph-Timoléon de Cossé-Brissac, le marquis de Thouarcé (1741-1756)

              - Emmanuel-Henri-Timoléon de Cossé-Brissac (1698-1757 ; jumeau), abbé de Fontfroide, évêque de Condom
              - René-Hugues-Timoléon de Cossé de Brissac (1702-1754), x 1744 Marie-Anne Hocquart de Montfermeil
                - Hyacinthe-Hughes Timoléon de Cossé-Brissac, duc de Cossé (1746-1813) (sans relever le titre ducal de Brissac), x 1771 1° Marie-Charlotte de Wignacourt (branche champenoise), et 2° 1784 Françoise d'Orléans-Rothelin
                  - (1°) Augustin-Timoléon (1775-1848), 9e duc de Brissac, x 1° 1795 Élisabeth-Louise de Malide, et 2° 1828 Rosalie-Augustine de Bruc-Signy
                    - (1°) Marie-Artus-Timoléon (1813-1888), 10e duc de Brissac, x 1840 Angélique-Gabrielle Le Lièvre de La Grange
                      - Roland (1843-1871), marquis de Brissac, x 1866 Jeanne-Marie Say
                        - François (1868-1944), 11e duc de Brissac, x 1° 1894 Mathilde-Renée de Crussol d'Uzès, fille de la duchesse d'Uzès, Anne de Rochechouart-Mortemart (elle-même arrière-petite-fille de la Veuve Clicquot)
                          - Roland 1898-1936
                          - Pierre (1900-1993), 12e duc de Brissac, x May Schneider
                            - Marie-Pierre, romancière (1925-2024), x 1° 1946 Simon Nora, puis 2° 1964 Maurice Herzog et 3° 1988 Christian Schmidt
                            - François (1929-2021), 13e duc de Brissac, x 1958 Jacqueline-Alice-Marie de Contades (née en 1940)
                              - Charles-André (1962), 14e duc de Brissac, x 1993 Larissa de Széchényi de Sárvár-Felsövidek
                                - Laszlo (1994), marquis de Brissac, x 2025 Maria da Gloria Czernin von Chudenitz

                            - Gilles (1935-2001)
                            - Elvire (° 1939), romancière (réputée fille de Paul Morand)

                        - Diane (1869-1950), épouse le prince Ernest de Ligne

                      - Augustin Marie Maurice (1846-1910), Chef d'Escadron, Officier de la Légion d'Honneur x Jeanne Marrier de Bois d'Hyver
                        - René Marie Timoléon (1874-1957), Lieutenant-Colonel, Officier de la Légion d'Honneur

                    - (2°)  Aimé Maurice Arthus Timoléon (1829-1890), Chevalier de la Légion d'Honneur

                  - (1°) Charles de Cossé-Brissac : Postérité
                  - (2°) Désiré-Emmanuel de Cossé-Brissac (1793-1870), x 1817 Henriette de Montmorency-Tancarville
                    - Henri-Charles-Anne-Marie-Timoléon de Cossé-Brissac (1822-1887) : Postérité
                    - Clotilde/Louise de Cossé-Brissac (1824-1866)
                    - Marie-Berthe de Cossé-Brissac (1825-1896), x Émile de Robien : Postérité
                    - Ferdinand de Cossé-Brissac (1826-1905) : Postérité

                - François-Artus-Hyacinthe-Timoléon de Cossé-Brissac (1749-1803), x 1781 Marie-Camille-Adélaïde de La Forest d'Armaillé : Parents d'Artus-Gabriel (1790-1857 ; x 1817 Marie-Antoinette-Gabrielle de Sainte-Aldegonde, père lui-même de Stéphanie-Joséphine (1819-1872 ; x 1841 Charles-Antoine-Adrien duc de Rivière), et de Mathilde-Louise de Cossé-Brissac (1821-1898 ; x 1843 Amédée-Joseph, fils puîné d'Amédée-François de Pérusse des Cars)

            - la fratrie du 5e duc : Charles-Albert († 1712), vicaire général d'Angers ; et Guyonne-Françoise-Judith de Cossé, abbesse de St-Pierre de Lyon en 1708-1738

          - Charles de Cossé-Brissac (1628-1693), jésuite puis abbé de Notre-Dame de Mores[5]
          - François de Cossé-Brissac (31 janvier 1630 - † 1706), grand vicaire et official de Chartres, dit l'abbé de Brissac[5]
          - Élisabeth de Cossé-Brissac († 18 décembre 1679), épouse François de Gontaut, marquis de Biron, baron de Saint-Blancard, lieutenant-général (fils de Jean II de Gontaut, maréchal de camp, et de Marthe-Françoise de Noailles)[5]
          - Marguerite-Guyonne de Cossé-Brissac († 13 juill. 1703 ou 1707[6]), religieuse bénédictine à Chelles, élue coadjutrice de Louise de Gondi, prieure de Poissy (14 février 1661), abbesse de Chelles (1671)[5]
          - Jean-Armand de Cossé-Brissac (° ~1634 - 13 février 1658, Malte), chevalier de Malte[5]

      - deux sœurs de Timoléon et Charles II : Diane (x Charles de Mansfeld), et Jeanne de Cossé (x 1578 François d'Espinay Saint-Luc)

    - Artus de Cossé-Brissac, le maréchal de Cossé (1512-vers 1582 ; frère cadet du comte Charles Ier), sgr. de Gonnor(d), comte de Secondigny, grand panetier et maréchal de France, x 1° Françoise du Bouchet de Puy-Greffier, fille de Charles du Bouchet et de Jeanne du Bellay-Thouarcé, et nièce de Jean du Bellay (vers 1480-vers 1523 ; seigneur de Gonnor par son mariage avec Renée-Catherine Chabot): Postérité par leurs filles cadettes Jeanne (x 1572 Gilbert Gouffier, duc de Roannais), et Madeleine de Cossé (x 1578 Jacques de l'Hospital de Choisy) ; leur fille aînée, Renée de Cossé comtesse de Secondigny, mariée sans postérité de Charles de Montmorency
    - Philippe de Cossé († 1548), évêque de Coutances, grand aumônier de France
    - Anne-Catherine de Cossé († 1545), x René de Fonsèque de Surgères : parents d'Hélène de Surgères (1545-1618), la muse de Ronsard.

## Personnalités
Militaires
- Charles Ier de Cossé (1507-1564), comte de Brissac, maréchal de France en 1550 ;
- Artus de Cossé-Brissac (1512-1582), seigneur de Gonnord et comte de Secondigny, maréchal de France en 1567 ;
- Timoléon de Cossé (1543-1569), militaire français ;
- Charles II de Cossé (1562-1626), premier duc de Brissac et pair de France, gouverneur de Paris, Henri IV lui donna le bâton de maréchal de France ;
- Jean Paul Timoléon de Cossé-Brissac (1698-1780), 7e duc de Brissac, maréchal de France en 1768 ;
- René de Brissac, abbé commendataire de Saint-Jean-des-Prés entre 1731 et 1784 :
- Louis Hercule Timoléon de Cossé-Brissac (1734-1792), 8e duc de Brissac, gouverneur de Paris, colonel des Cent-Suisses ;
- Paul Jean Timoléon Louis Joseph de Cossé Brissac (1892-1918), militaire mort pour la France ;
- Charles-Marie-Édouard de Cossé-Brissac (1903-1990), général, directeur du service historique de l'Armée[7]. Apparenté aux Trévise. Président de La Sauvegarde de l'art français.

Écrivains
- Marie-Pierre de Cossé-Brissac (1925-2024), romancière ;
- Elvire de Brissac (° 1939), écrivain.

Évêques
- Philippe de Cossé-Brissac († 1548), évêque de Coutances, grand aumônier de France ;
- Arthur de Cossé-Brissac (1560-1587), évêque de Coutances ;
- Emmanuel-Henri-Timoléon de Cossé-Brissac (1698-1757), évêque de Condom.

Autres
- Alexandre de Cossé-Brissac, abbé de Bégard entre 1614 et 1675 ;
- Pierre de Cossé-Brissac (1900-1993), polytechnicien, industriel, président du Jockey Club ;
- Philippe de Cossé-Brissac (1905-1963), chef de bureau, historien
- François de Cossé-Brissac (1929-2021), président du Jockey Club et grand-maître émérite de l'Ordre militaire et hospitalier de Saint-Lazare ;
- Charles-Henri de Cossé-Brissac (1936-2003), sénateur ; héritier du château de Saint-Mars-la-Jaille
- L'abbé de Cossé-Brissac, curé de l'église Saint-Michel de Dijon, se fait connaître durant la guerre d'Algérie pour sa dénonciation de l'usage de la torture par l'armée française, qu'il qualifie de « péché collectif »[8].

### Les Brissac, princes de Robech (1860 à 1951)
- 1844-1860 : Désiré Emmanuel Louis Hélie Michel Timoléon de Cossé (3 juillet 1793, Moussy-le-Vieux - † 23 avril 1870, Paris VIIe), comte de Brissac, aide de camp du duc de Bordeaux, 10e prince de Robech, grand d'Espagne de 1re classe par sa femme, dont :
  - 1860-1887 : Henri Charles Anne Marie Timoléon de Coosé (13 août 1822, Paris - † 6 août 1887, Paramé (Ille-et-Vilaine)), comte de Brissac, 11e prince de Robech, marié le 26 avril 1851 avec Louise Marie Mathéa (24 février 1829, Alais (Gard) - † 26 novembre 1914, Paris), fille de Louis Michel Illide de Veau de Robiac (juin 1796 - † 15 juillet 1864), officier d'état-major, conseiller général et député du Gard, maire de Robiac, chevalier de la Légion d'honneur ; dont :
    - 1887-1925 : Louis Henri Timoléon de Cossé (21 avril 1852 Paris - † 17 octobre 1925, Paris), comte de Brissac, 12e prince de Robech, officier.

Sans union ni postérité, le titre de prince de Robech passe à sa nièce Marie Jeanne Henriette Élisabeth de Cossé-Brissac, fille de son frère cadet Charles Timoléon Anne Marie de Cossé-Brissac (18 janvier 1856 - Paris † 15 juin 1899 - Paris), comte de Brissac.
- 1925-1951 : Marie Jeanne Henriette Élisabeth de Cossé-Brissac (8 juillet 1884 - Brestot † 17 décembre 1951 - Paris 13e princesse de Robech, mariée le 11 juin 1906 à Paris, avec Guy de Lévis-Mirepoix (11 mars 1879 - Paris † 12 mars 1940 - Château de La Morosière), comte de Lévis-Mirepoix, dont un fils, Emmanuel de Lévis-Mirepoix.

## Alliances
Les principales alliances de la famille de Cossé-Brissac sont : Hocquart de Montfermeil (1744), de Wignacourt (1771), du Cluzel (1833), de Gontaut-Biron (1857), de Lévis-Mirepoix (1906, 1959), Gouhier de Charencey (1910), Marrier de Bois d'Hyver, Mortier de Trévise, de Rohan-Chabot (1928), de Ludre (1930), de Calonne d'Avesnes (1938), de Maupeou d'Ableiges, de Contades (1958), de Gramont, Millin de Grandmaison, Roullet de La Bouillerie, Alefsen d'Assier de Boisredon, Lombard de Buffières de Rambuteau, Lannes de Montebello, von Wedel, Széchéniy von Sárvár und Felsövidek (1993), Hainguerlot, de Croÿ (2021), de La Garde (2022), Czernin von Chudenitz (2025).

## Châteaux
- Château de Brissac
- Château d'Ételan
- Château de Saint-Mars-la-Jaille
- Château du Fayel
- Château d'Apremont-sur-Allier
- Château de Nauvay
- Château de Blanville